# Flyvholm Redningsstation
Flyvholm Redningsstation var en dansk sjöräddningsstation på Jernkysten vid Nordsjön. Den inrättades 1847 i Flyvholm nära Harboøre på Västjylland.
Flyvholm Redningsstation var en av de första danska sjöräddningsstationerna, vid sidan av den i  Redningsstation Tuskær nära Fjaltring. Den inrättades på initiativ av strandingskommissionær Christopher Berent Claudi i Harboøre, efter förebild från Storbritannien. Samma år hade det brittiska skeppet Vertumnus förlist nära Harboøre med förlust av människoliv, och Claudi hade själv medverkat i räddningsoperationen. 
Redningsstationens byggnad med de korslagda Dannebrogsflaggorna på en grönmålad port ligger mellan Langerhuse och Vrist. Den används inte längre, men sjöräddningsbåt och annan utrustning finns kvar. Det har över tiden funnits fyra båtar på Flyvholm Redningsstation. Den första, Carl til Løven donerades av Frimurarlogen i Köpenhamn 1847 och var den första sjöräddningsbåt som byggdes i Danmark. Den fjärde kom till stationen 1922 och användes för sista gången vid en övning 1968. Den hade en besättning på chef och tolv båtsmän. Stationen fick också 1847 en av Christopher Berent Claudi i England inköpt raketapparat.
Det nuvarande huset i Langerhuse uppfördes 1934 och ersatte en byggnad som låg något längre söderut. Det är en murad tegelstensbyggnad av den mindre varianten av den så kallade "nyare typ", med ett halvvalmat rött tegeltak och ligger bakom strandvallen
Jesper Olsen, som bodde på en gård nära stationen, var uppsyningsman för stationen 1860–1899, efter att ha varit båtsman från 1848. Chefskapet ärvdes därefter från far till son under tre generationer till, fram till 1995. Besättningarna beräknas ha räddat över 700 människoliv över åren. 
Stationen fortsatte som båtstation 1968 och raketstation till 1995. Den förvaltas nu som museum av Lemvig Museum.